# 로버트 커
로버트 ("보비") 커(Robert ("Bobby") Kerr, 1882년 6월 9일 ~ 1963년 5월 12일)는 아일랜드계 캐나다의 단거리 육상 선수이다.

## 인물
현재 북아일랜드에 속하는 퍼매너 주의 에니스킬렌에서 태어나 5세 때 가족과 함께 캐나다로 이주하여 온타리오주 해밀턴에 정착하였다. 소방관으로 일하면서 커는 쉬는 시간에 달리기를 즐겼다. 곧 지방적 단거리 달리기 선수가 되면서 1904년 자신이 모은 돈을 미국의 세인트루이스로 떠나는 데 쓰면서 하계 올림픽에 참가하게 된다. 거기서 그는 자신이 들어간 3개의 종목들 - 60m, 100m와 200m에서 모두 예선 탈락을 하고 말았다.
그러나 커의 상연은 더 낳아지면서 40 야드와 220 야드 사이에 모든 단거리에서 캐나다 기록을 세웠다. 그는 100 야드(1907)와 200 야드(1906~08)의 국내 타이틀을 우승하였다. 1908년 영국으로 여행을 떠난 커는 영국 선수권 대회에 출전하여 100 야드와 200 야드를 둘다 우승하였다. 런던 올림픽에서 관중들이 그를 대영 제국의 대표로 보면서 커는 그들에 의하여 우승후보로 숙고되었다.
4년 전의 상연에 위대하게 향상시키면서 그는 100m에서 11.0초의 기록과 함께 3위를 하였다. 다음 날에 열린 200m 결승전에서 그는 22.6초와 함께 결승선을 지났다. 그의 승리에 관한 뉴스는 고향 해밀턴에서 축제로 이끌었다.
제1차 세계 대전 중에 그는 뛰어난 지방적 선수들로 이루어진 스포츠맨 군단 205연대의 사관이 되었다. 그 연대가 해체된 후에 그는 164연대로 이적되었다.
육상 경력 후에 커는 스포츠 활동에 남아있었다. 그는 해밀턴에서 육상과 캐나다식 축구의 코치를 맡았고, 1928년과 1932년 하계 올림픽에서 캐나다 팀의 임원으로 나왔다. 암스테르담에서 그는 퍼시 윌리엄스가 200m에서 자신의 뒤를 잇는 것을 보았다. 더 나아가서 그는 캐나다 올림픽 협회와 연루되어 1930년 해밀턴에서 열리는 코먼웰스 게임을 결성하는 데 도움을 주었다. 80세의 나이로 해밀턴에서 사망하였다. 고향에 있는 공원은 그의 명예를 가려 이름이 지어졌다.